# Бейсенбаев, Аскар Асанович
Аскар Асанович Бейсенбаев (31 января 1961; Тюлькубасский район, Южно-Казахстанская область Казахская ССР, СССР) — казахский государственный и общественный деятель. доктор экономических наук, профессор.

## Биография
Аскар Асанович Бейсенбаев родился 31 января 1961 года в Тюлькубасском районе Южно-Казахстанской области.
В 1983 году Окончил Алматинский филиал Джамбульского технологического института легкой и пищевой промышленности по специальности «Инженер-технолог».
В 2004 году Окончил Российско-Казахстанский Современный Гуманитарный Университет по специальности «юрист».

## Трудовая деятельность
С 1983 по 1984 годы — сменный инженер-технолог Тюлькубасского консервного завода.
С 1984 по 1988 годы — главный технолог, начальник консервного цеха совхоза «Ленин жолы».
С февраль 1988 года по ноябрь 1988 года — второй секретарь Сайрамского райкома ЛКСМ.
С ноябрь 1988 года по сентябрь 1992 года — главный инженер Тюлькубасского консервного завода.
С сентябрь 1992 года по 1994 года — директор Тюлькубасского комбината хлебопродуктов.
С 1994 по 1998 годы — президент АО «Коктерек».
С 1998 по 2001 годы — аким Тюлькубасского района Южно-Казахстанской области.
С 29 апреля 2008 года по август 2008 года — руководитель представительства президента в парламенте Республики Казахстан.
С 12 августа 2019 года по 25 августа 2023 года — Чрезвычайный и Полномочный Посол Республики Казахстан в Республике Беларусь.

## Выборные должности, депутатство
С 2001 по 2004 годы — депутат Мажилиса Парламента Республики Казахстан IІ созыва, член Комитета по экономическим реформам и региональному развитию.
С 19 сентября 2004 года по 20 июня 2007 года — депутат Мажилиса Парламента Республики Казахстан ІІІ созыва от № 59 избирательного округа Южно-Казахстанской области, член Комитета по аграрным вопросам, член депутатской группы Парламента Республики Казахстан «Отбасы», член депутатской группы Парламента Республики Казахстан «Ауыл».
С 27 августа 2007 года по 5 мая 2008 года — Депутат Мажилиса Парламента Республики Казахстан ІV созыва, Член Комитета по аграрным вопросам.
С 27 августа 2013 года по 12 августа 2019 года — депутат Сената Парламента Республики Казахстан.
С сентябрь 2013 года по 16 сентября 2016 года — заместитель председателя Сената Парламента Республики Казахстан.
С сентября 2016 года по август 2019 года — председатель комитета по экономической политике, инновационному развитию и предпринимательству Сената Парламента Республики Казахстан.

## Награды
- 2021 — Орден Барыс 3 степени
- 2011 — Орден Парасат
- 2005 — Орден Курмет[3]
- 2009 — Орден «Содружество» (МПА СНГ)
- 2016 — Орден Достык 2 степени[4][5]
- 2017 — Почётный гражданин Южно-Казахстанской области[6]
- 2017 — Медаль «МПА СНГ. 25 лет» (27 марта 2017 года, Межпарламентская ассамблея СНГ) — за заслуги в деле развития и укрепления парламентаризма, за вклад в развитие и совершенствование правовых основ функционирования Содружества Независимых Государств, укрепление международных связей и межпарламентского сотрудничества[7]
- Государственные юбилейные медали
- 2005 — Медаль «10 лет Конституции Республики Казахстан»
- 2005 — Медаль «10 лет Парламенту Республики Казахстан»
- 2008 — Медаль «10 лет Астане»
- 2011 — Медаль «20 лет независимости Республики Казахстан»
- 2015 — Медаль «20 лет Ассамблеи народа Казахстана»
- 2016 — Медаль «25 лет независимости Республики Казахстан»